# Карсон, Эдвард, барон Карсон
Эдва́рд Ге́нри Ка́рсон, барон Ка́рсон (англ. Edward Henry Carson, Baron Carson; 9 февраля 1854[…], Дублин — 22 октября 1935[…], Танет (полуостров), Кент) — ирландский политик-юнионист, барристер и судья. Занимал посты генерального атторнея Англии и Уэльса, генерального солиситора Англии, Уэльса и Ирландии. Первый лорд Адмиралтейства Королевского военно-морского флота Великобритании.
С 1905 года был депутатом в парламенте от Ирландского юнионистского альянса по избирательному округу Дублинский университет и лидером Ольстерской юнионистской партии в Белфасте. В 1915 году был в военном кабинете Герберта Асквита.

## Биография

### Происхождение
Родился в семье зажиточного англиканского архитектора Эдварда Генри Карсона на улице Аркур, Дублин. Его предки имели шотландское происхождения, дед Карсона переехал в Дублин из Дамфриса в 1815 году. Мать, Изабелла Ламбер, была дочерью англо-ирландского генерала Питера Ламбера из графства Голуэй. Проводил каникулы в усадьбе своего дяди «Castle Ellen».
Учился в школе Портарлингтон и Уэсли колледж, где изучал право и был членом Исторического общества колледжа. На первых курсах играл в хёрлинг за команду колледжа. Окончил бакалавриат и магистратуру. Был носителем ирландского языка, играл в гэльские игры. В июне 1901 года получил степень honoris causa в Университете Дублина.

### Барристер
В 1877 году был приглашён в адвокатскую палату Кингс-Иннс. Получил репутацию строго и одного из самых известных адвокатов своего времени. В 1889 году был назначен королевским адвокатом вызван в английскую коллегию адвокатов в Миддл-Темпл 26 апреля 1893 года.